# Georg Zimmermann
Pour les articles homonymes, voir Zimmermann.
Georg Zimmermann, né le 11 octobre 1997 à Augsbourg, est un coureur cycliste allemand, membre de l'équipe Intermarché-Circus-Wanty.

## Biographie
Georg Zimmermann fait sa première expérience de course en 2009 à la Kids Cup à Berlin. À partir de cette année, il court pour le club E-Racers Augsburg. Après être devenu vice-champion d'Allemagne juniors en 2015, il est sélectionné au sein de l'équipe nationale allemande aux championnats du monde 2015 à Richmond, où il termine 53e de la course en ligne des juniors.
En atteignant l'âge de la majorité, Zimmermann signe un contrat avec l'équipe autrichienne Felbermayr Simplon Wels. Il rejoint l'équipe Tirol en 2018. Il remporte une étape du Tour du Frioul-Vénétie julienne et se classe troisième du Raiffeisen Grand Prix. En fin de saison, aux mondiaux d'Innsbruck, il termine 14e de la course en ligne des moins de 23 ans. 
En 2019, il est vainqueur du Trofeo Piva et de la Coppa della Pace, troisième de l'Istrian Spring Trophy, cinquième du championnat d'Allemagne sur route et du Tour de l'Avenir, huitième du Tour d'Antalya.
Pour la saison 2020, il rejoint l'équipe polonaise WorldTeam CCC, pour laquelle il avait participé au Tour de Slovaquie et au Tour de Croatie en tant que stagiaire à la fin de la saison 2019. Lors de cette saison, il remporte le classement de la montagne de l'Étoile de Bessèges. Il participe au Tour d'Espagne, son premier grand tour, qu'il termine à la 21e place du classement général.
Après la disparition de l'équipe CCC à la fin de la saison 2020, Zimmermann signe un contrat avec l'équipe belge Intermarché-Wanty-Gobert Matériaux, qui a récupéré la licence World Tour de CCC. Avec cette équipe, il remporte la deuxième étape du Tour de l'Ain 2021 à l'issue d'un sprint à six. Il prend la tête du classement général et termine finalement septième de cette course. Il se classe ensuite cinquième et meilleur jeune du Tour d'Allemagne.
Au cours de la saison 2022, il gagne le classement des jeunes du Tour d'Allemagne et termine également quatrième de cette course. Lors du Critérium du Dauphiné 2023, il remporte l'arrivée au sommet de la 6e étape lors d'un sprint à deux face au dernier coureur échappé, Mathieu Burgaudeau. Il s'agit de sa première victoire sur le World Tour. Le mois suivant, Zimmermann confirme sa bonne forme avec une deuxième place sur la 10e étape du Tour de France, devancé au sprint par Pello Bilbao. 
En 2024, il se classe troisième de la Cadel Evans Great Ocean Road Race en début de saison, mais n'obtient pas de résultats notables par la suite.

## Palmarès

### Palmarès année par année
- 2015

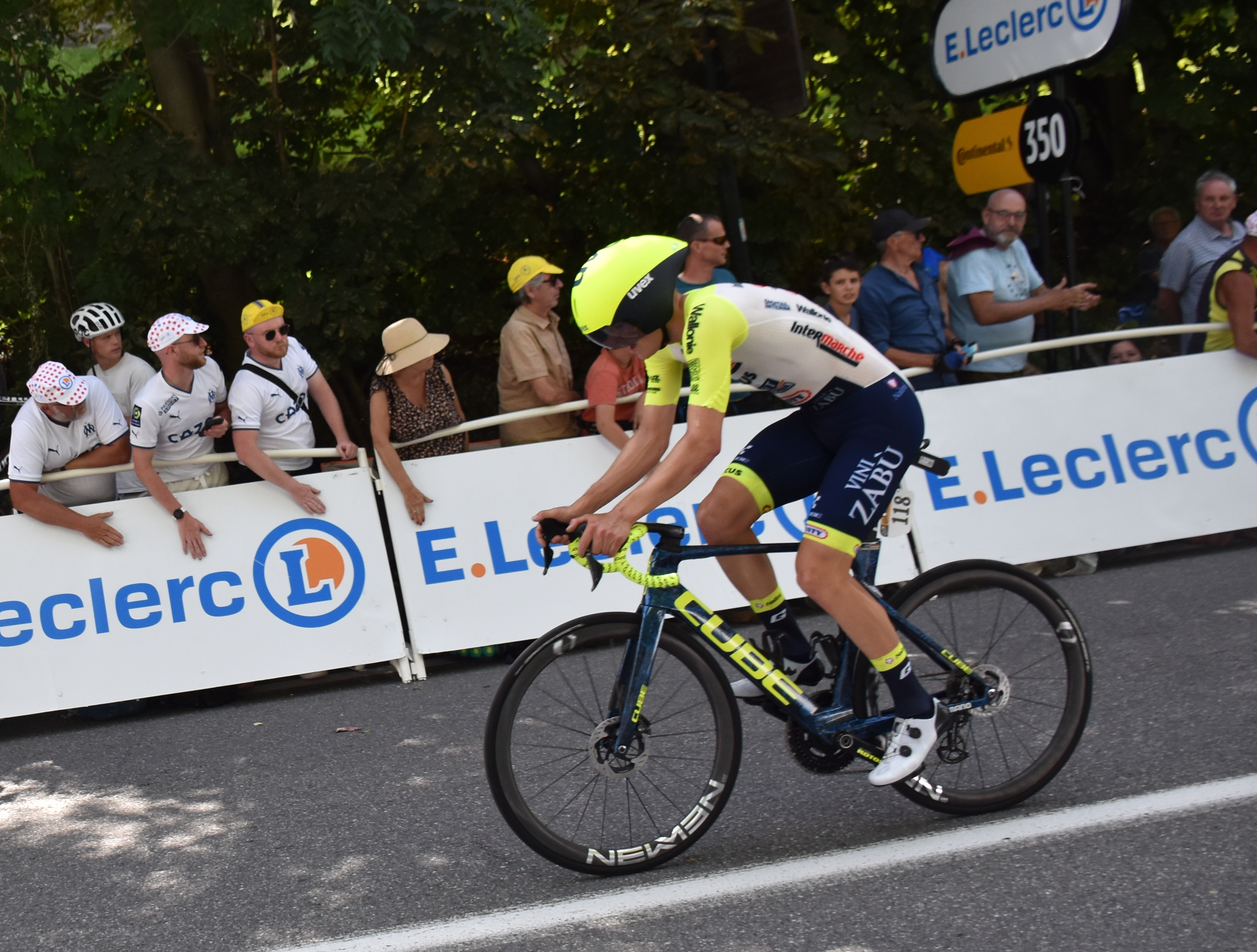
Georg Zimmermann sur le Tour de France 2023

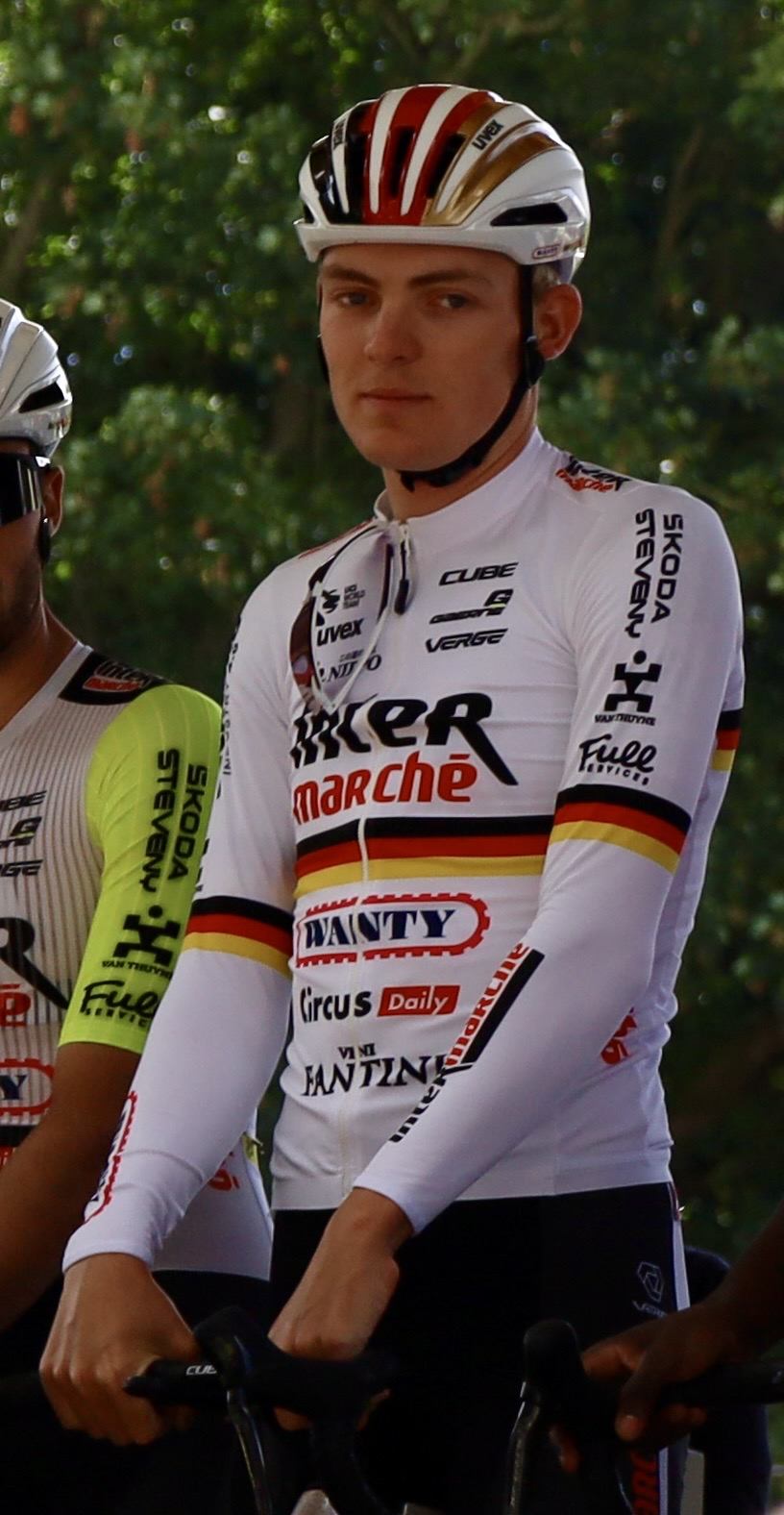
Georg Zimmermann sur le podium protocolaire du Tour de France 2025 à Amiens.

  - 1re étape du Tour de Haute-Autriche juniors
  - 2e du championnat d'Allemagne sur route juniors
  - 2e du Grand Prix Général Patton
- 2018
  - 3e étape du Tour du Frioul-Vénétie julienne
  - 3e du Raiffeisen Grand Prix
  - 7e du championnat d'Europe sur route espoirs
- 2019
  - Trofeo Piva
  - Coppa della Pace
  - 3e de l'Istrian Spring Trophy
- 2021
  - 2e étape du Tour de l'Ain
  - 3e du championnat d'Allemagne sur route
- 2022
  - 3e du Tour des Apennins
- 2023
  - 6e étape du Critérium du Dauphiné
  - 7e d'Eschborn-Francfort
- 2024
  - 3e de la Cadel Evans Great Ocean Road Race
- 2025
  -  Champion d'Allemagne sur route
  - Classement général du Tour des Abruzzes

### Résultats sur les grands tours

#### Tour de France
5 participations
- 2021 : 80e
- 2022 : 44e
- 2023 : 47e
- 2024 : 77e
- 2025 : non partant (10e étape)

#### Tour d'Espagne
1 participation
- 2020 : 21e

### Classements mondiaux
| Année                                 | 2017  | 2018 | 2019 | 2020 | 2021 | 2022 | 2023 | 2024 |
| ------------------------------------- | ----- | ---- | ---- | ---- | ---- | ---- | ---- | ---- |
| Classement mondial                    | 2779e | 820e | 458e | 404e | 206e | 190e | 104e | 182e |
| UCI Europe Tour                       | 1823e | 593e | 356e | 330e | 178e | 157e | 85e  | nc   |
|                                       |       |      |      |      |      |      |      |      |
| Légende : nc = non classéSource : UCI |       |      |      |      |      |      |      |      |